# Агломерація Сан-Паулу (мезорегіон)
Агломерація Сан-Паулу (порт. Mesorregião Metropolitana de São Paulo) — адміністративно-статистичний мезорегіон в бразильському штаті Сан-Паулу, що складається з 45 муніципалітетів та 7 мікрорегіонів. Населення становить 21,1 млн осіб станом на 2006 рік, площа — 9298 км². Мезорегіон приблизно збігається з Великим Сан-Паулу. До його складу входять такі мікрорегіони:
1. Франку-да-Роша
2. Гуарульюс
3. Ітапесеріка-да-Серра
4. Можі-дас-Крузіс
5. Озаску
6. Сантус
7. Сан-Паулу

| Бразилія | Це незавершена стаття з географії Бразилії. Ви можете допомогти проєкту, виправивши або дописавши її. |